# Ahmad Fu’ad Muhji ad-Din
Ahmad Fu’ad Muhji ad-Din (arab. أحمد فؤاد محيي الدين; ur. 16 lutego 1926 w Kairze, zm. 5 czerwca 1984 tamże) – egipski radiolog, polityk, premier Egiptu od 2 stycznia 1982 do 5 czerwca 1984.

## Życiorys
Ukończył studia z medycyny na Uniwersytecie Medycznym w Kairze, gdzie w 1953 obronił doktorat z radiologii. Ukończył podyplomowe studia z prawa i ekonomii na Uniwersytecie Kairskim. Początkowo pracował na medycznych stanowiskach administracyjnych. Do 1965 zasiadał jako sekretarz generalny w syndykacie lekarzy.
Od 1957 zasiadał w Zgromadzeniu Narodowym, w 1965 wybrano go lokalnym sekretarzem Arabskiej Unii Socjalistycznej. Od 1968 do 1974 był kolejno gubernatorem muhafaz Prowincja Wschodnia, Aleksandria i Giza, następnie w 1974 – ministrem samorządu lokalnego. Później do 1978 pełnił funkcję ministra zdrowia, od 1981 do 1982 – ministra informacji, a w latach 1978–1982 wicepremierem. Z początkiem 1982 przejął fotel premiera po tym, jak Husni Mubarak przeszedł na stanowisko prezydenta. Za jego kadencji rozpoczęto wprowadzanie ekonomicznego planu pięcioletniego. Jego partia wygrała wybory parlamentarne w maju 1984. Zmarł wkrótce po nich 5 czerwca tegoż roku wskutek zawału serca. 17 lipca jego następcą został Haman Kasan Ali.
Jego kuzynami byli Zakarijja Muhji ad-Din, także premier Egiptu, oraz Chalid Muhji ad-Din, wojskowy i rewolucjonista.